# Först kom de ...

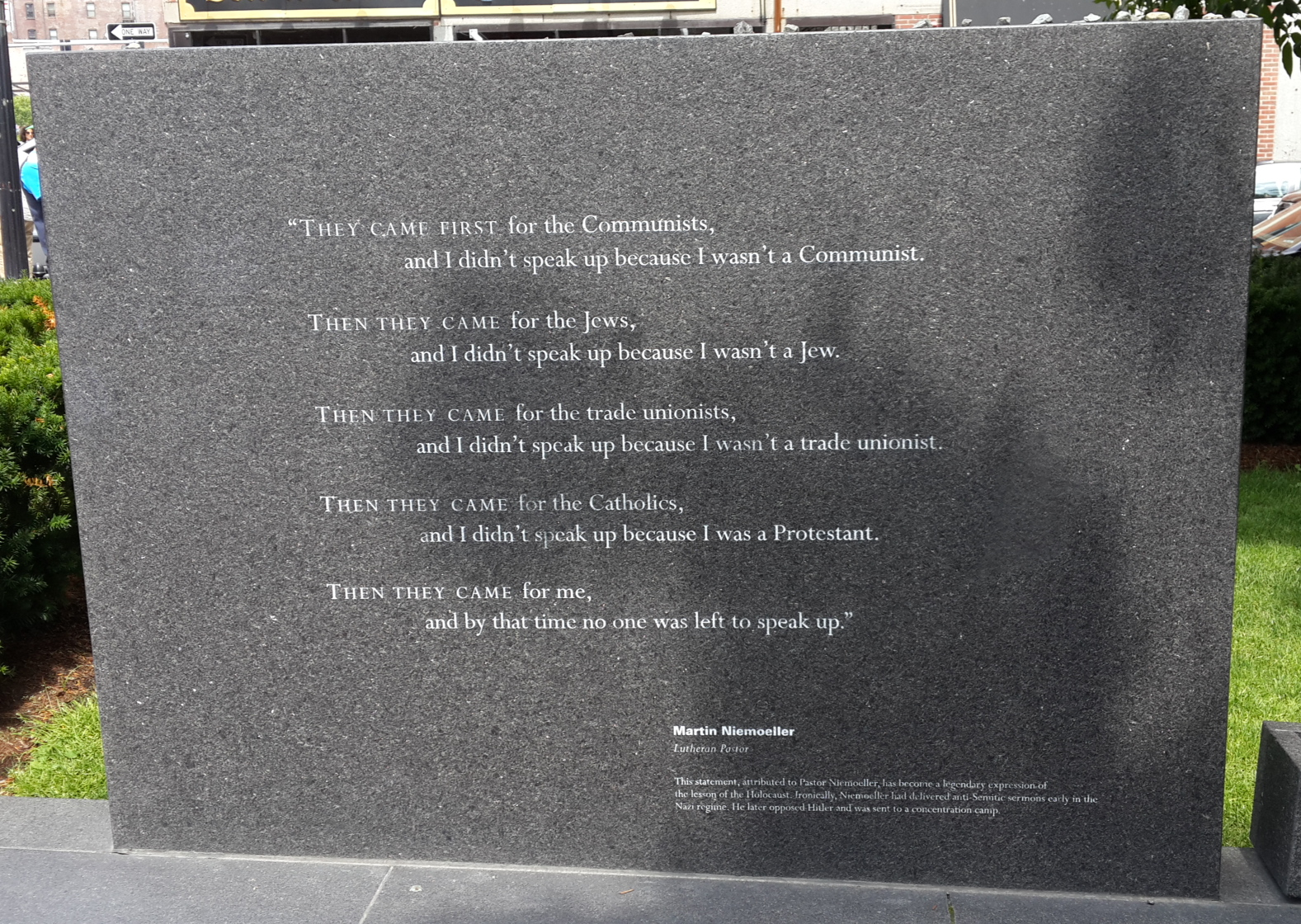
Dikten utanför New England Holocaust Memorial i Boston.

Först kom de ... (tyska: Als die Nazis) är en dikt tillskriven pastor Martin Niemöller (1892–1984), som var motståndare till Adolf Hitler.
Den handlar om hur intellektuella och andra i Nazityskland inte agerade tillräckligt mot regimen tidigare, när nazisterna började att föra bort människor. Dikten är återgiven i flera versioner, som handlar om bortförande av kommunister, judar, socialdemokrater, fackföreningsmedlemmar, med flera. Till slut kommer nazisterna även för att hämta diktens jag-person, men då fanns det ingen kvar som kunde protestera (…gab es keinen mehr, der protestieren konnte.).
Texten har funnits i flera olika varianter, och det är ifrågasatt huruvida den skrevs av Niemöller själv. Den publicerades först 1955 i en bok av Milton Mayer och började spridas alltmer i USA under 1960-talet, där raden om kommunisterna brukade utelämnas. Niemöller berättade 1971 att han inte var säker på vilka grupper som ingick i den ursprungliga formuleringen, men han föredrog versionen där kommunister, socialdemokrater/fackanslutna och judar nämns i tur och ordning.

## Dikten
En variant av dikten översatt till Svenska lyder följande:
Först hämtade de kommunisterna, och jag protesterade inte
    för jag var ingen kommunist
Sedan hämtade de fackföreningsfolket, och jag protesterade inte
     för jag tillhörde ingen fackförening
Sedan hämtade de judarna, och jag protesterade inte
     för jag var ingen jude
Sedan hämtade de mig - och då fanns det ingen kvar som kunde protestera.